# RETScreen
Die RETScreen Clean Energy Management Software (übliche Kurzform: RETScreen) wurde als Softwarepaket von der Regierung Kanadas entwickelt. Die Version RETScreen Expert wurde 2016 auf der Clean Energy Ministerial in San Francisco präsentiert. Die Software steht in 36 Sprachen zur Verfügung, inklusive Deutsch.
RETScreen Expert ist die aktuelle Version der Software, die am 19. September 2016 veröffentlicht wurde. Mit dieser Software lässt sich umfangreich die technische und finanzielle Machbarkeit von potentiellen Projekten der Energie/Energieeffizienz im Rahmen erneuerbaren Energien erkennen, bewerten und optimieren. Ebenso können Bestandsprojekte hinsichtlich ihrer Leistung gemessen und geprüft werden und in ihrem Energiespar-/Produktionspotential komplex erkannt werden. Der "Viewer-Modus" des RETScreen Expert ist kostenfrei zu bedienen und gewährt Zugriff auf sämtliche Software-Funktionen. In der neuen Version der Software wird ein „Profi-Modus“ angeboten, über den gegen eine Jahresgebühr Daten gespeichert und ausgedruckt werden können.
Bei der RETScreen Suite, nämlich einem Paket aus RETScreen 4 und RETScreen Plus, handelt es sich um die Vorgängerversion. Mit dieser lassen sich die Kraft-Wärme-Kupplung analysieren; Analysen sind auch netzunabhängig (netzfern) möglich.
Im Unterschied zu der RETScreen Suite handelt es sich um eine integrierte Software-Plattform, die detaillierte und umfassende Archetypen zur Projektbewertung einsetzt. Ebenso sind Portfolio-Analysekapazitäten verfügbar. Über den RETScreen Expert lassen sich vom Anwender viele Datenbanken abrufen (u. a. eine globale Datenbank klimatischer Bedingungen, die aus 6.700 Bodenstationen bedient wird sowie einer NASA-Satellitendatenbank, Kosten- und Projektdatenbanken, einer Hydrologie- und Produktdatenbank). Die Software enthält umfassendes Schulungsmaterial, u. a. ein elektronisches Lehrbuch.

## Geschichte
Die erste Version des RETScreen wurde am 30. April 1998 veröffentlicht. RETScreen Version 4 wurde am 11. Dezember 2007 in Bali (Indonesien) vom kanadischen Umweltminister der Öffentlichkeit präsentiert. RETScreen Plus wurde 2011 veröffentlicht. RETScreen Suite (inkl. RETScreen 4 und RETScreen Plus mit vielen zusätzlichen Upgrades) wurde 2012 veröffentlicht. RETScreen Expert wurde am 19. September 2016 veröffentlicht.

## Programmvoraussetzungen
Programmvoraussetzungen sind wahlweise die Betriebssysteme Microsoft® Windows 7 SP1, Windows 8.1, Windows 10 und Microsoft® .NET Framework 4.7 (oder höhere Versionsnummern). Über die Parallels oder VirtualBox für Mac lässt sich das Programm auch auf Apple-Macintosh-Computern betreiben.

## Partner
RETScreen wird finanziert und verwaltet von dem CanmetENERGY Varennes Research Centre of Natural Resources Canada, einer Regierungsabteilung Kanadas. Das Leitungsteam schöpft die Zusammenarbeit mit vielen anderen Regierungsbehörden und multilateralen Organisationen und wird technisch unterstützt von einem vielfältigen Netzwerk von Experten der Industrie, der Regierung und aus der Wissenschaft. Hauptpartner sind der Langley Research Center der NASA, die Renewable Energy and Energy Efficiency Partnership (REEEP), der Independent Electricity System Operator (IESO) (Ontario), UNEP – Energieabteilung der Behörde für Technik, Industrie und Wirtschaft, die Globale Umweltfazilität (GEF), die Weltbank (Prototype Carbon Fund) und die Initiative für nachhaltige Energie der York University.

## Anwendungsbeispiele
Mit Stand vom Februar 2018 verfügte die RETScreen-Software über mehr als 575.000 Anwender (sämtliche Länder/Regionen zusammengenommen).
Eine unabhängige Wirkungsanalyse ergab Schätzungen, dass bis zum Jahre 2013 die Anwendung der Software weltweit 8 Mrd. USD an Kosten einsparte, 20 MT jährlich an Treibhausgas-Emissionen und die Installation von einer Kapazität erneuerbarer Energien in Höhe von 24 GW ermöglichte.
RETScreen wird generell zur Förderung und Umsetzung von Projekten umweltfreundlicher Energie eingesetzt. Beispiele:
- Das Empire State Building wurde mit Energie-Effizienzmaßnahmen ausgestattet[22]
- Produktionsstätten der Firma 3M Kanada[23]
- durch die irische Windenergieindustrie zur Analyse potentieller neuer Projekte[24]
- zur Überwachung hunderter Schulen in Ontario[25]
- Durch das Hitze-/Energie-(Bioenergie-Optimierungs-)Programm der Manitoba Hydro zur Überwachung von Projektanwendungen[26][27]
- Zur Energieverwaltungen an Universitäten/Fachhochschulen[28]
- In einer mehrjährigen Bewertung der Leistung von Photovoltaikanlagen in Toronto, Kanada[29][30]
- Analyse der solaren Lufterwärmung bei Anlagen der U. S. Air Force[31]
- Städtische Anlagen, u. a. Identifizierung von Umbaubedarf im Sinne der Energie-Effizienz in unterschiedlichen Gemeinden Ontarios.[32][33]

Ein umfassender Artikelkatalog über die detaillierte Anwendung der RETScreen in unterschiedlichem Rahmen ist über die LinkedIn-Seite von RETScreen abrufbar.
RETScreen findet ebenso Anwendung als Lehr- und Forschungsmedium an über 1.100 Universitäten und Fachhochschulen weltweit und wird häufig in Forschungsliteratur zitiert. Beispiele werden genannt in den Abschnitten und “Publications and Reports” and "University and College Courses" des RETScreen Newsletters, abrufbar über das Handbuch der heruntergeladenen Software.
Die Anwendung des RETScreen wird empfohlen durch die Anreizinitiativen zum umweltschonenden Energieverbrauch sämtlicher Regierungsebenen weltweit u. a. von der UNFCCC und der EU; Kanada, Neuseeland und Großbritannien, von vielen US-Bundesstaaten wie auch von kanadischen Provinzen, Städten und Gemeinden sowie Versorgungsanbietern. National and regional Seminare zur Arbeit mit RETScreen wurden auf nationaler und regionaler Ebene nach offizieller Anfrage von Chile, Saudi-Arabien, 15 Ländern in West- und Zentralafrika sowie der Latin American Energy Organization (OLADE).

## Auszeichnungen und Anerkennungen
2010 erhielt die Software den Public Service Award of Excellence die höchste Auszeichnung der kanadischen Regierung an Beamte.
Die Software wie auch ihr Team wurden für viele andere renommierte Auszeichnungen nominiert bzw. erhielten diese, nämlich etwa den Ernst & Young/Euromoney Global Renewable Energy Award, Energy Globe (National Award for Canada), und den GTEC Distinction Award Medal.

## Bewertungen
Eine Prüfung der Internationale Energieagentur Beta-Veröffentlichung des Programmbereichs „Wasserkraft“ beschrieb die Software als sehr eindrucksvoll. Europäische Umweltagentur bezeichnet die Software als „extrem hilfreich“. Weitere Bewertungen enthalten die Formulierungen „eine der wenigen Software-Anwendungen und gleichzeitig die beste zur Auswertung der Wirtschaftlichkeit von Einrichtungen im Rahmen erneuerbarer Energien“ sowie „ein Tool zur Optimierung der weltweiten Marktkohärenz“.